# Droué
Droué és un municipi francès, situat al departament del Loir i Cher i a la regió de Centre – Vall del Loira. L'any 2007 tenia 1.115 habitants.

## Demografia

### Població
El 2007 la població de fet de Droué era de 1.115 persones. Hi havia 514 famílies, de les quals 186 eren unipersonals (91 homes vivint sols i 95 dones vivint soles), 203 parelles sense fills, 108 parelles amb fills i 17 famílies monoparentals amb fills.
La població ha evolucionat segons el següent gràfic:
Habitants censats

### Habitatges
El 2007 hi havia 623 habitatges, 511 eren l'habitatge principal de la família, 61 eren segones residències i 51 estaven desocupats. 556 eren cases i 66 eren apartaments. Dels 511 habitatges principals, 343 estaven ocupats pels seus propietaris, 157 estaven llogats i ocupats pels llogaters i 11 estaven cedits a títol gratuït; 4 tenien una cambra, 33 en tenien dues, 144 en tenien tres, 160 en tenien quatre i 170 en tenien cinc o més. 379 habitatges disposaven pel capbaix d'una plaça de pàrquing. A 262 habitatges hi havia un automòbil i a 159 n'hi havia dos o més.

### Piràmide de població
La piràmide de població per edats i sexe el 2009 era:
| Homes | Edats   | Dones |
| ----- | ------- | ----- |
| 0     | 95 o +  | 12    |
| 8     | 90 a 94 | 32    |
| 20    | 85 a 89 | 44    |
| 32    | 80 a 84 | 20    |
| 32    | 75 a 79 | 48    |
| 48    | 70 a 74 | 52    |
| 20    | 65 a 69 | 40    |
| 36    | 60 a 64 | 12    |
| 28    | 55 a 59 | 16    |
| 48    | 50 a 54 | 44    |
| 32    | 45 a 49 | 40    |
| 36    | 40 a 44 | 16    |
| 20    | 35 a 39 | 40    |
| 40    | 30 a 34 | 40    |
| 36    | 25 a 29 | 32    |
| 36    | 20 a 24 | 20    |
| 60    | 15 a 19 | 24    |
| 20    | 10 a 14 | 20    |
| 24    | 5 a 9   | 24    |
| 24    | 0 a 4   | 28    |

## Economia
El 2007 la població en edat de treballar era de 566 persones, 388 eren actives i 178 eren inactives. De les 388 persones actives 356 estaven ocupades (189 homes i 167 dones) i 32 estaven aturades (11 homes i 21 dones). De les 178 persones inactives 106 estaven jubilades, 29 estaven estudiant i 43 estaven classificades com a «altres inactius».

### Ingressos
El 2009 a Droué hi havia 490 unitats fiscals que integraven 1.044 persones, la mediana anual d'ingressos fiscals per persona era de 15.238 €.

### Activitats econòmiques
Dels 57 establiments que hi havia el 2007, 2 eren d'empreses alimentàries, 8 d'empreses de fabricació d'altres productes industrials, 5 d'empreses de construcció, 13 d'empreses de comerç i reparació d'automòbils, 3 d'empreses de transport, 2 d'empreses d'hostatgeria i restauració, 1 d'una empresa d'informació i comunicació, 4 d'empreses financeres, 3 d'empreses immobiliàries, 6 d'empreses de serveis, 7 d'entitats de l'administració pública i 3 d'empreses classificades com a «altres activitats de serveis».
Dels 15 establiments de servei als particulars que hi havia el 2009, 1 era una oficina d'administració d'Hisenda pública, 1 gendarmeria, 1 oficina de correu, 2 oficines bancàries, 1 funerària, 1 taller de reparació d'automòbils i de material agrícola, 2 fusteries, 1 lampisteria, 1 electricista, 1 perruqueria, 1 restaurant i 2 agències immobiliàries.
Dels 7 establiments comercials que hi havia el 2009, 1 era una botiga de més de 120 m², 1 una botiga de menys de 120 m², 1 una fleca, 1 una peixateria, 1 una botiga de mobles, 1 una botiga de material de revestiment de parets i terra i 1 una joieria.
L'any 2000 a Droué hi havia 32 explotacions agrícoles que ocupaven un total de 2.507 hectàrees.

## Equipaments sanitaris i escolars
El 2009 hi havia 1 centre de salut, 1 farmàcia i 1 ambulància.
El 2009 hi havia 1 escola maternal i 1 escola elemental.

## Poblacions més properes
El següent diagrama mostra les poblacions més properes.